# 出し平ダム
出し平ダム（だしだいらダム）は、富山県黒部市黒部奥山国有林地先の黒部川本流に建設された、関西電力（関電）の発電用ダム（重力式コンクリートダム）である。
一般人が立ち入ることはできないが、黒部峡谷鉄道のトロッコ電車から見ることができる。積雪期の冬は黒部峡谷鉄道が運行しないため、黒部川上流にあるダム群に勤務する関電などの職員には、「逓送さん」と呼ばれる人々が徒歩で生鮮野菜などを届ける。その中でも「出し平往復」は1日当たりの歩行距離が最も長い。

## 歴史
当初は1984年（昭和59年）12月の完成を目指し、1983年6月29日にコンクリート初打ちが行われた。1985年6月4日より湛水開始し、同年7月に完成。同年9月27日に音沢発電所が全面営業運転を開始した。関電が手掛けた黒部川水系の発電用ダムの中では最も新しい。認可出力は新柳河原発電所で41,200 kW、音沢発電所で124,000 kW、出し平発電所で520 kWで、音沢発電所は黒部川水系では黒部川第四発電所の337,000 kWに次ぐ大出力である。

## 環境に対する影響と対策
当ダムはダム湖の堆砂を排出する「排砂ゲート」を備えた日本最初のダムである。黒部川は日本でも有数の土砂排出量が多い河川のため、貯水池の容量を維持、および下流へ土砂を流すことで海岸線の後退を防ぐことを目的に、当ダムの3つある洪水吐ゲートの両側に排砂ゲートが装備された。当ダムが貯水を開始して6年目にあたる1991年（平成3年）12月、第1回の排砂放流が行われた。本格的な排砂ゲートを装備したダムとしては当ダムが初めてであり、運用ノウハウがなかったために「生物の活動が少なくなる冬に排砂するのが良い」と考えられた。しかし排砂放流を行ってみると、6年間湖底に積もった土砂の中に含まれている落ち葉や木片などの有機物が湖底の嫌気性環境で腐敗・変質しており、ヘドロ様の土砂が排出されることになった。そして冬は渇水期のため、土砂を薄める河川水も乏しい状態で、ヘドロが海まで流れて長時間滞留し、漁業被害を起こした。そのため関電と地元漁業協同組合との間で公害訴訟が起きた。一審の富山地方裁判所は公害の原因究明を公害等調整委員会に嘱託し審理を行い、関電に対し原告の漁協に約2700万円を支払うよう命じた。原告と関電の双方が控訴したが、2011年4月5日に名古屋高等裁判所において原告・被告双方の間で和解が成立した。
この訴訟の影響で、下流域への影響を少なくする排砂方法が検討されることになった。検討の結果「増水時に乗じて排砂を行うと下流への影響が少なくなる」と考えられた。2005年7月11日、豪雨で大量の土砂が流出した。3年間に3回、増水時に排砂放流を行ったが、これにより「増水時に排砂することが下流への影響が少ない方法である」という観測結果が得られた。現在では、ダム湖に土砂が流れ込むのは90％以上が増水時であることが分かり、黒部川が増水するたびに（その年の最初の増水に合わせて）宇奈月ダムとの連携排砂、以後は増水に合わせて連携通砂を行い、ダム湖に土砂を蓄積させずにこまめに流すように運用されている。

## 維持流量の活用
これまで活用されていなかった維持流量（ダム直下の河川の正常な機能および河川環境を維持するために、法令で定められた放流量）を利用する水力発電所として出し平発電所が建設され、2015年11月30日から運転を開始した。維持流量を活用する発電所としては関西電力では2番目で、年間発電量は約171万 kWh。CO2排出量を年間900 t削減できるものと見込まれている。